# 브라운스톤 범어
브라운스톤 범어(영어: Brownstone Beomeo)는 대한민국 대구광역시 수성구 범어2동에 위치한 초고층 건물이다. 브라운스톤 수성이라는 명칭을 정했고 2006년에 분양을 시작했다. 원래 공사기간이 2006년 12월부터 2010년 8월까지였는데 2014년부터 2017년까지 완공한다는 것이 목표다. 2014년에 착공하여 공사가 시작되어 2017년에 완공하였고 같은 해 7월부터 입주가 시작되었다.

## 내부 시설
| 층수                | 오피스텔 시설                | 아파트 시설                  |
| ------------------- | ---------------------------- | ---------------------------- |
| 35층 ~ 36층         | -                            | 아파트                       |
| 21층 ~ 34층         | 오피스텔                     | 아파트                       |
| 20층                | 피난층                       | 피난층                       |
| 8층 ~ 19층          | 오피스텔                     | 아파트                       |
| 6층 ~ 7층           | 업무시설                     | 아파트                       |
| 4층                 | 독서실과 주민회의실          | 독서실과 주민회의실          |
| 3층                 | 골프연습장 및 락커룸         | 골프연습장 및 락커룸         |
| 2층                 | 주민휴게소                   | 주민휴게소                   |
| 1층                 | 호텔식 로비 라운지, 상업시설 | 호텔식 로비 라운지, 상업시설 |
| 지하 1층            | 상업시설                     | 상업시설                     |
| 지하 5층 ~ 지하 2층 | 지하주차장                   | 지하주차장                   |